# در کشوری دوردست
در کشوری دوردست نام یک کتاب ادبی است که توسط جک لندن، نویسندهٔ اهل ایالات متحده آمریکا نوشته شده‌است. این کتاب یکی از آثار مشهور ادبی جهان است.